# Cañada Grande, Nayarit
Cañada Grande är en ort i Mexiko.   Den ligger i kommunen Santiago Ixcuintla och delstaten Nayarit, i den centrala delen av landet, 700 km väster om huvudstaden Mexico City. Cañada Grande ligger 4 meter över havet och antalet invånare är 152.
Terrängen runt Cañada Grande är mycket platt. Havet är nära Cañada Grande åt sydväst.  Närmaste större samhälle är Palma Grande, 19,8 km öster om Cañada Grande. 